# Biserica Vulpe din Iași
Biserica Vulpe este situată pe strada Sărăriei din Iași și a fost construită în anul 1760 pe locul unei biserici de lemn construită în anul 1630.
Biserica veche de lemn a fost terminată la 1632, de către breasla blănarilor, iar un hrisov din timpul lui Petru Movilă zice că în locul unde este biserica astăzi, un vânător a urmărit foarte mult o vulpe și ar fi promis că pe locul unde o va prinde, va zidi o biserică și se presupune că biserica ar fi începută de către acest vânător, ajutat de către breasla blănarilor.
Biserica veche de lemn a ars la 1832, când a fost un incendiu puternic în Iași, și a fost refăcută de către Teodor Burada, iar după o perioadă de 10 ani ar fi ars din nou și ar fi fost restaurată de către un vornic pe nume Antonie Cobălcescu, iar după ce a fost restaurată și sfințită, a fost pus cel de-al doilea hram, de la numele ctitorului. Are hramul Adormirea Maicii Domnului și Sfântul Antonie cel Mare.